# Liangpi

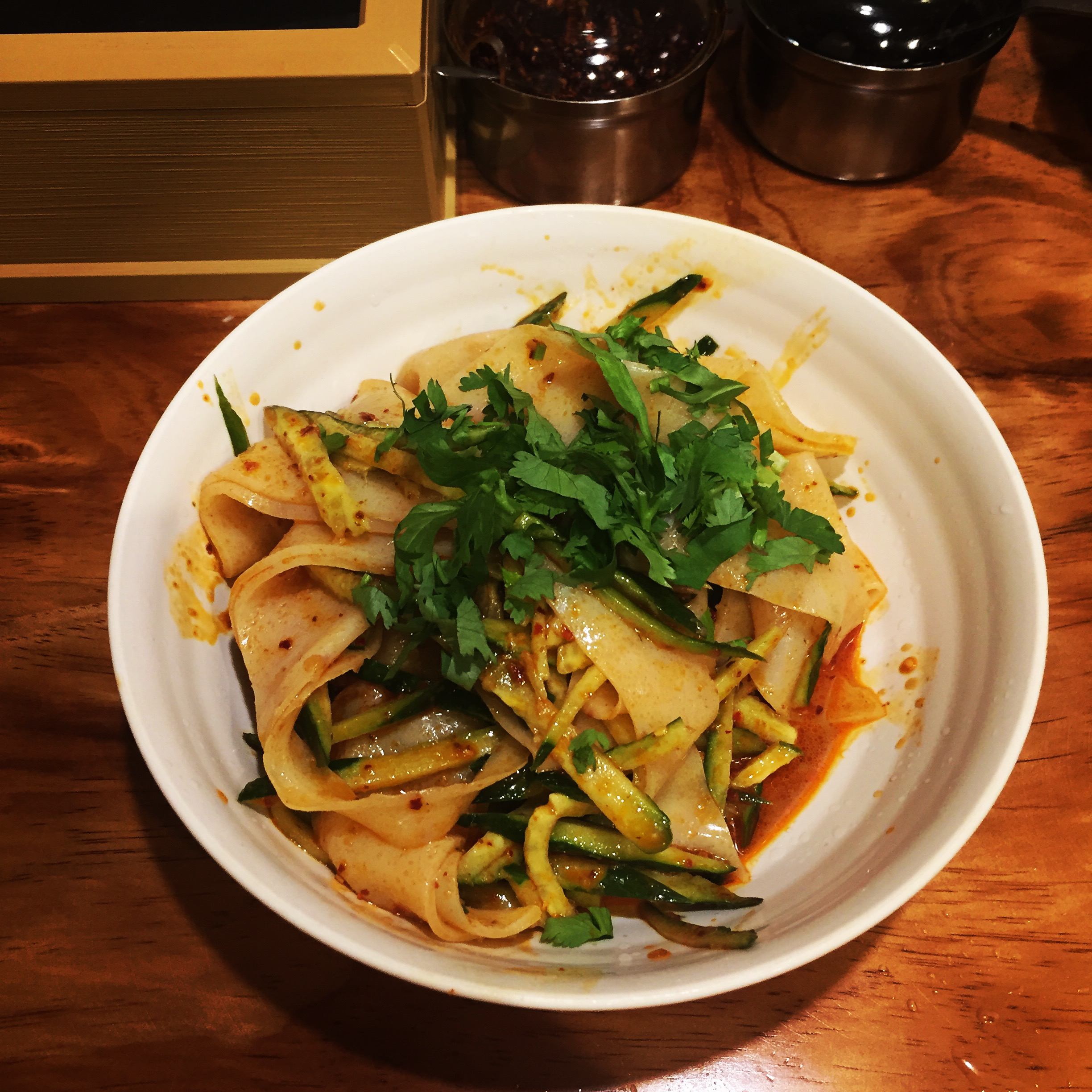
Majiang Liangpi

Liangpi (chinesisch 涼皮 / 凉皮, Pinyin liángpí) ist ein chinesisches Nudelgericht, das über das ganze Jahr hinweg kalt gegessen wird. Übersetzt bedeutet der Name so viel wie kalte Haut. Das Gericht stammt ursprünglich aus der Provinz Shaanxi, mittlerweile findet man es allerdings überall in China, ganz besonders in Nord- und Zentralchina. Im Nordwesten des Landes werden die Nudel auch als Liangpizi (chinesisch 凉皮子) bezeichnet.

## Zubereitung
Zwar handelt es sich bei Liangpi immer um ein fleischloses Gericht, jedoch gibt es viele Variationen, die Nudeln zuzubereiten. Die Grundlage bilden die Nudeln. Dafür wird zunächst ein glatter Teig aus Wasser und Mehl hergestellt. Dieser wird dann so lange "gewaschen", bis das Wasser milchig-trüb und der Teig eine zähe, fast kaugummiartige Form angenommen hat. Dadurch werden Stärke und Gluten voneinander getrennt. Das "Waschwasser" ist nun extrem stärkehaltig und kann auf der Pfanne gedämpft werden. Dabei entstehen die Nudeln, die nach dem Abkühlen wie Haut aussehen.
Den übrigen Teig bezeichnet man als Mianjin oder auch Seitan. Dieser kann ebenfalls gedämpft werden. Dadurch erhält er eine festere Konsistenz und kann geschnitten zu den Nudeln gegessen werden. Wahlweise kann stattdessen auch Tofu gegessen oder auf die Beilage verzichtet werden.
Zu den Nudeln wird eine Soße aus Essig, Öl, Chiliflocken und Sojasoße hinzugegeben. Je nach Dosierung der Zutaten erhält das Gericht so einen säuerlich-scharfen Beigeschmack. Die Soße kann außerdem mit Knoblauch, Frühlingszwiebeln, Ingwer, Erdnüssen oder Sesam verfeinert werden. Außerdem können Gewürze wie Zimt oder Anis zusätzlich für eine süße Note sorgen. Der Geschmack der Soße kann nach Haushalt und Provinz stark variieren.
Zur Soße kann auch Gemüse gereicht werden, um die Schärfe zu lindern. Besonders beliebt sind hierfür Sojasprossen, Gurken und Karotten. Die Nudelhaut wird in Streifen geschnitten, sodass sie Bandnudeln ähneln, danach wird das Gericht je nach Geschmack mit den jeweiligen Beilagen verfeinert.

## Besondere Formen von Liangpi

### Hanzhong Liangpi
Hanzhong Liangpi (chinesisch 漢中涼皮 / 汉中凉皮, Pinyin Hànzhōng liángpí) oder auch Hanzhong Mianpi (chinesisch 漢中面皮 / 汉中面皮, Pinyin Hànzhōng miànpí) stammen aus der Stadt Hanzhong in der Provinz Shaanxi. Sie werden mit einer Soße aus Knoblauch und heißem Chili-Öl serviert. Anders als gewöhnliche Liangpi werden sie meist warm gegessen.

### Majiang Liangpi
Majiang Liangpi (chinesisch 麻酱凉皮 / 麻醬涼皮, Pinyin Májiàng liángpí) werden mit einer Soße aus Salz, Essig, heißem Chili-Öl und chinesischer Sesampaste. Zu den Nudeln wird Gurke serviert.

### Shan Xin Gan Mianpi
Shan Xin Gan Mianpi sind etwas fester und dunkler als gewöhnliche Liangpi. Die Nudeln werden mit Mianjin, Essig, Chili-Öl, Salz und einem Püree aus Knoblauch, Bohnensprossen und Wasser serviert.